# Восток (Абатський район)
Восто́к (рос. Восток) — селище у складі Абатського району Тюменської області, Росія.
Населення — 67 осіб (2010, 185 у 2002).
Національний склад станом на 2002 рік:
- росіяни — 73 %